# Плавання на Чемпіонаті світу з водних видів спорту 2023 — 1500 метрів вільним стилем (жінки)
Змагання з плавання на дистанції 1500 метрів вільним стилем серед жінок на Чемпіонаті світу з водних видів спорту 2023 відбулися 24 та 25 липня 2023.

## Рекорди
Перед початком змагань світовий рекорд і рекорд чемпіонатів світу були такими:
| Світовий рекорд          | Кейті Ледекі (USA) | 15:20.48 | Індіанаполіс (США) | 16 травня 2018 |
| Рекорд чемпіонатів світу | Кейті Ледекі (USA) | 15:25.48 | Казань (Росія)     | 4 серпня 2015  |

## Результати

### Попередні запливи
Попередні запливи розпочалися 24 липня о 11:55 за місцевим часом.
| Місце | Заплив | Доріжка | Ім'я                       | Країна         | Час      | Примітки |
| ----- | ------ | ------- | -------------------------- | -------------- | -------- | -------- |
| 1     | 4      | 4       | Кейті Ледекі               | США            | 15:41.22 | Q        |
| 2     | 4      | 3       | Сімона Квадарелла          | Італія         | 15:55.05 | Q        |
| 3     | 4      | 5       | Лані Паллістер             | Австралія      | 15:58.11 | Q        |
| 4     | 3      | 5       | Лі Бінцзє                  | Китай          | 15:58.81 | Q        |
| 5     | 3      | 2       | Ізабель Марі Ґозе          | Німеччина      | 15:59.67 | Q        |
| 6     | 4      | 6       | Анастасія Кирпичникова     | Франція        | 16:00.40 | Q        |
| 7     | 3      | 4       | Кейті Ґраймс               | США            | 16:01.47 | Q        |
| 8     | 4      | 7       | Беатріс Дізотті            | Бразилія       | 16:01.95 | Q, NR    |
| 9     | 3      | 3       | Моеша Джонсон              | Австралія      | 16:05.01 |          |
| 10    | 4      | 1       | Крістел Кобріх             | Чилі           | 16:11.25 |          |
| 11    | 3      | 6       | Гао Вейжонг                | Китай          | 16:12.94 |          |
| 12    | 3      | 9       | Емма Фінлін                | Канада         | 16:15.77 |          |
| 13    | 4      | 0       | Юкімі Моріяма              | Японія         | 16:18.66 |          |
| 14    | 2      | 1       | Ган Чінг Хві               | Сінгапур       | 16:20.88 | NR       |
| 15    | 4      | 9       | Анджела Мартінес Гуіллен   | Іспанія        | 16:24.38 |          |
| 16    | 2      | 4       | Кейтлін Дінс               | Нова Зеландія  | 16:24.56 |          |
| 17    | 3      | 1       | Їв Томас                   | Нова Зеландія  | 16:24.88 |          |
| 18    | 2      | 5       | Алісі Пісане               | Бельгія        | 16:25.15 |          |
| 19    | 4      | 2       | Вікторія Міхайварі-Фаркаш  | Угорщина       | 16:25.16 |          |
| 20    | 3      | 0       | Таміла Голуб               | Португалія     | 16:30.39 |          |
| 21    | 3      | 7       | Вівіане Жунгблут           | Бразилія       | 16:30.99 |          |
| 22    | 2      | 6       | Нора Флук                  | Угорщина       | 16:34.63 |          |
| 23    | 3      | 8       | Паула Отеро Фернандес      | Іспанія        | 16:38.73 |          |
| 24    | 4      | 8       | Мерве Тунджель             | Туреччина      | 16:39.30 |          |
| 25    | 2      | 2       | Імані де Йонг              | Нідерланди     | 16:51.22 |          |
| 26    | 2      | 7       | Хан Да Гйон                | Південна Корея | 17:01.57 |          |
| 27    | 1      | 4       | Марія Брамант-Аріас Гарсія | Перу           | 17:04.19 |          |
| 28    | 2      | 3       | Діана Дурайнш              | Португалія     | 17:05.18 |          |
| 29    | 1      | 5       | Діана Тажанова             | Казахстан      | 17:09.98 |          |
| 30    | 2      | 8       | Во Тхі Мі Тхіен            | В'єтнам        | 17:25.13 |          |
| 31    | 1      | 3       | Малак Мекдар               | Марокко        | 17:46.69 |          |

### Фінал
Фінал відбувся о 25 липня о 20:10 за місцевим часом.
| Місце | Доріжка | Ім'я                   | Країна    | Час      | Примітки |
| ----- | ------- | ---------------------- | --------- | -------- | -------- |
| 1     | 4       | Кейті Ледекі           | США       | 15:26.27 |          |
| 2     | 5       | Сімона Квадарелла      | Італія    | 15:43.31 |          |
| 3     | 6       | Лі Бінцзє              | Китай     | 15:45.71 |          |
| 4     | 7       | Анастасія Кирпичникова | Франція   | 15:48.53 | NR       |
| 5     | 3       | Лані Паллістер         | Австралія | 15:49.17 |          |
| 6     | 2       | Ізабель Марі Ґозе      | Німеччина | 15:54.58 |          |
| 7     | 8       | Беатріс Дізотті        | Бразилія  | 16:03.70 |          |
| 8     | 1       | Кейті Ґраймс           | США       | 16:04.21 |          |